# اهویل
اهویل (به فرانسوی: Ahéville) یک کمون در فرانسه است که در Canton of Dompaire واقع شده‌است.

## خصوصیات
اهویل ۵٫۸۴ کیلومترمربع مساحت و ۶۴ نفر جمعیت دارد و ۳۳۹ متر بالاتر از سطح دریا واقع شده‌است.